# Museo diffuso di Arte Contemporanea di Catanzaro
Il Museo diffuso di arte contemporanea (MUDIAC) è un museo all'aperto dedicato all'arte contemporanea con sede a Catanzaro, in Calabria.
Nel 2022 è in corso il suo inserimento nella rete dei Musei diffusi nazionale.

## Storia
Il museo è stato fondato nel 2022 in continuità con il festival di street art e muralismo "Altrove" in collaborazione con la Direzione generale creatività contemporanea del Ministero della Cultura.
II MUDIAC nasce da un'idea dell'associazione WAKE UP ETS di Catanzaro – un'organizzazione non profit che opera nel settore dell'arte contemporanea e della rigenerazione urbana – che dal 2014 al 2019 ha coinvolto una serie di artisti internazionali nell'intervenire sul tessuto urbano nell'ambito del Festival "Altrove", con l'obiettivo di dare all'arte un ruolo da protagonista nella costruzione di una rinascita culturale e nella creazione di una nuova comunità. Il Festival "Altrove" è realizzato dal collettivo fondato da Vincenzo Costantino ed Edoardo Suraci.
Il progetto del museo vince la terza edizione dell’avviso pubblico Creative Living Lab della Direzione Generale Creatività Contemporanea del Ministero della Cultura che ne sostiene la realizzazione diretta da Vincenzo Costantino, Edoardo Suraci e Paola Galuffo.

## Descrizione
Il museo crea percorsi espositivi nel tessuto urbano grazie a guide, materiali informativi, infografiche e supporti on line che forniscono contenuti di approfondimento e informazioni utili alla fruizione, agli spostamenti e ai servizi.
Le opere che fanno parte del museo diffuso di arte contemporanea di Catanzaro sono sparse per la città e collocate in centro, altre in periferia, in alcuni casi sono isolate e in altre una vicina alle altre. 
Molte delle opere sono state realizzate in modo partecipativo, con il coinvolgimento dei cittadini. Il museo diffuso chiama direttamente la cittadinanza a partecipare al suo sviluppo, grazie ad una forma di osservatorio urbano.

## Artisti
All'interno del MUDIAC sono inserite 34 opere di 28 artisti. Gli artisti presenti sono:
- 108
- 2501
- 3TTMAN
- Alberonero
- Alejandro Garcia
- Alexey Luka
- Andreco
- Aris
- CT
- Ciredz
- Clemens Behr
- Domenico Romeo
- Ekta
- Giorgio Bartocci
- Gola Hundun
- Gonzao Borondo
- Graphic Surgery
- Gue
- Jeroen Erosie
- Mafia Tabak
- Martina Merlini
- Moneyless
- Nelio
- Roberto Alfano
- Run
- Sten Lex
- THTF
- Tellas